# Delivered Duty Paid
Delivered Duty Paid (DDP) är en Incoterm och betyder att säljaren står för alla risker och kostnader fram till att godset finns tillgänglig på angiven plats. Säljaren står även för importklarering. Transportdokumentet, transportrisken och kostnaden för godstransporten övergår när godset finns färdigt för avlastning på angiven plats.
Termen kan användas oavsett transportsätt. 